# Abraham Andrade
Pour les articles homonymes, voir Andrade.
Abraham Andrade, né le 8 juillet 1750 à Bayonne, mort le 9 août 1836 à Bordeaux, est un rabbin français.

## Biographie
Abraham Andrade est rabbin de Saint-Esprit de 1789 à 1808. Sous la Terreur, par son énergie et son éloquence il empêche l'installation d'une guillotine sur la place du Saint-Esprit, en lieu de quoi une statue de Jean-Jacques Rousseau est érigée. Durant cette période, il cache dans un grenier les rouleaux de Torah et différents objets du culte et les remplace par des objets sans valeur qui seront brûlés par les révolutionnaires.
Élu « député de la nation juive » à l'Assemblée des notables convoquée par Napoléon Ier en 1806 et membre actif du Grand Sanhédrin à Paris, Andrade siège au comité de neuf ans chargé de l'organisation du Sanhédrin.
De 1809 à sa mort, il est grand-rabbin de Bordeaux. Il entretient dans cette charge des relations amicales avec les autorités catholiques.